# Brachymeria slossonae
Brachymeria slossonae är en stekelart som först beskrevs av Crawford 1910.  Brachymeria slossonae ingår i släktet Brachymeria och familjen bredlårsteklar. Inga underarter finns listade.